# Етел (Мисури)
Етел (енгл. Ethel) град је у америчкој савезној држави Мисури.

## Демографија
По попису из 2010. године број становника је 62, што је 38 (-38,0%) становника мање него 2000. године.
| Група             | 2000.      | 2010.      |
| Белци             | 97 (97,0%) | 60 (96,8%) |
| Афроамериканци    | 0 (0,0%)   | 0 (0,0%)   |
| Азијати           | 0 (0,0%)   | 0 (0,0%)   |
| Хиспаноамериканци | 0 (0,0%)   | 1 (1,6%)   |
| Укупно            | 100        | 62         |